# Johann Kaim
Johann Kaim (2. listopadu 1798 Glöckelberg – 10. listopadu 1875 Glöckelberg) byl rakouský politik německé národnosti z Čech, během revolučního roku 1848 poslanec Říšského sněmu.

## Biografie
Narodil se v Glöckelbergu (později Zvonková) na Šumavě. Pocházel z původně korutanského rodu, který v Glöckelbergu patřil mezi nejstarší rodiny. Vychodil školu v Glöckelbergu. V září 1837 se oženil v Polné na Šumavě s Marií Fuchsovou. Usadil se v Meisetschlagu, odkud pocházela manželka, a převzal zde zemědělské hospodářství. Měli jediného syna Mathiase, který ale zemřel krátce po narození. V roce 1842 se stal rychtářem.
Uvádí se jako majitel rolnického hospodářství v obci Meisetschlag (česky Míšňany nebo Myšňany poblíž v současnosti zaniklého Mladoňova), též jako zemědělec v Krumlově.
Během revolučního roku 1848 se zapojil do veřejného dění. Ve volbách roku 1848 byl zvolen na ústavodárný Říšský sněm. Zastupoval volební obvod Český Krumlov. Tehdy se uváděl coby majitel hospodářství. Řadil se k sněmovní levici. Ve volbách porazil Felixe Schwarzenberga. Kaim získal 119 ze 158 hlasů, zatímco krumlovský starosta Franz X. Goll 24 hlasů a Schwarzenberg jen 5 hlasů. Ve prospěch Kaima hrál fakt, že voličstvo v tomto okrsku tvořili hlavně rolníci. Patřil mezi deset poslanců z Čech, reprezentujících rolnický stav. Na Říšském sněmu se profiloval jako sebevědomý, energický a výřečný poslanec. Biografický lexikon Rakouského císařství z roku 1877 ovšem poslance Kaima popisuje jako hrubého a opilého rolníka, který byl později pro urážku majestátu trestně stíhán. Šlo o incident z 5. listopadu 1848, kdy měl Kaim v podnapilém stavu v krumlovském hostinci Zum weißen Lamm pronášet urážlivé výroky na adresu císaře Ferdinanda, Alfreda Windischgrätze a Felixe Schwarzenberga. V lednu 1849 ovšem parlamentní výbor odmítl zbavit Kaima imunity a stíhání bylo ukončeno.
V roce 1870 zemřela jeho manželka. Kaim potom prodal hospodářství v Meisetschlagu a závěr života strávil u rodiny svého mladšího bratra v rodném Glöckelberg. Zde v listopadu 1875 zemřel na žaludeční katar. V roce 1922 byla na jeho bývalém statku v Meisetschlagu odhalena pamětní deska.